# Strom duchů
Strom duchů (1972, The Halloween Tree) je fantasy román amerického spisovatele Raye Bradburyho. Příběh vznikl původně roku 1967 jako filmový scénář, ale film se nerealizoval. Dílo je někdy považováno za novelu, určenou především mládeži, protože se vlastně jedná o historického průvodce po slavnostech zemřelých a o vysvětlení původu Halloweenu. Vyprávění proto obsahuje kulturně-antropologické informace, které jsou ovšem v rámci příběhu sdělované jen tak mimochodem. Autor v knize spojil poetický příběh s hutným jazykem a originálními snovými a mystickými obrazy, které vyvolávají surreálnou atmosféru.

## Obsah románu
Skupina devíti kamarádů se stejně jako minulý rok rozhodne jít o Halloweenu (předvečer svátku Všech svatých) společně koledovat. Jeden z nich, Joe Pipkin, onemocní, domluví se však s ostatními, že se po koledě s nimi setká u strašidelného stromu, stojícího u jednoho z tajemných domů v městečku. Když pak všichni na smluvené místo dorazí, namísto Pipkina najdou strom ověšený vydlabanými dýněmi a tajemného pana Kostrouna. Loket Lopatka Kostroun, bytost z níž čiší hrůza a neobyčejná síla, jim otevře dveře do tajemného domu, kam se všichni vydají hledat uneseného Pipkina. Vydají se tak na cestu časem, na které jim Kostroun ukáže svátky mrtvých v různých částech světa a v různých časových obdobích, aby jim ukázal, v čem tkví skutečná podstata Halloweenu.
Chlapci získávají prostřednictvím návštěvy pravěku, pohřebních rituálů ve starověkém Egyptě, Řecku a Římě, keltských oslav Samhainu v předrománské Anglii, středověku v době honu na čarodějnice nebo latinskoamerického svátku Dne mrtvých (El Día de los Muertos) základní poznatky o původu a smyslu svátku zemřelých.
Když se chlapci na začátku vyprávění ocitnou v egyptské pyramidě, kde se právě koná ceremonie pohřbívání, zjistí ke svému zděšení, že balzamovanou mrtvolou není nikdo jiný než jejich hledaný kamarád. Při dalších smutečních obřadech se postupně dozvídají, že v únosu Pipkina je skryt nečekaný smysl. Autor se metaforicky zabývá otázku života a smrti, kritizuje intoleranci masové společnosti a vyzdvihuje symboliku různých zvyků a obřadů, které sebou jednotlivé folklórní slavnosti přinášejí.

## Filmové adaptace
- The Halloween Tree (1993, Strom duchů), americký animovaný film, režie Mario Piluso. Za scémář k tomuto filmu vyhrál Bradbury cenu Daytime Emmy Award.

## Česká vydání
- Strom duchů, Plus, Praha 2015, přeložila Jarmila Emmerová.